# 恋と革命
『恋と革命』（こいとかくめい）は、1992年に脚本家の坂元裕二の作・演出にて上演された舞台。2009年に映画監督の松浦徹の演出にて再演された。

## 上演

### 1992年初演版
『恋と革命〜学習院大学の校舎裏〜』
- 公演日：1992年
- 会場：シアターサンモール
- 出演：高橋和也 / 西牟田恵 / 仁藤優子 / こぐれ修 / 田中哲司ほか
- Cカンパニープロデュース公演

### 2009年再演版
『恋と革命』
- 公演日：2009年1月21日 - 2月1日
- 会場：赤坂RED/THEATER
- 出演：桐谷健太 / 中村ゆり /  藤浦功一 / 滝佳保子 / 水野絵梨奈 / 佐久間麻由 / 佐々木卓馬 / 川畑和雄 / 望月明香
- 主催･企画･製作：MAパブリッシング